# Catesbaea parviflora
Catesbaea parviflora är en måreväxtart som beskrevs av Olof Swartz. Catesbaea parviflora ingår i släktet Catesbaea och familjen måreväxter. Inga underarter finns listade i Catalogue of Life.